# Tito Cláudio Aurélio Aristóbulo
Tito Cláudio Aurélio Aristóbulo (em latim: Titus Claudius Aurelius Aristobulus) foi um oficial romano do século III, ativo no reinado dos imperadores Carino (r. 282–285) e Diocleciano (r. 284–305).

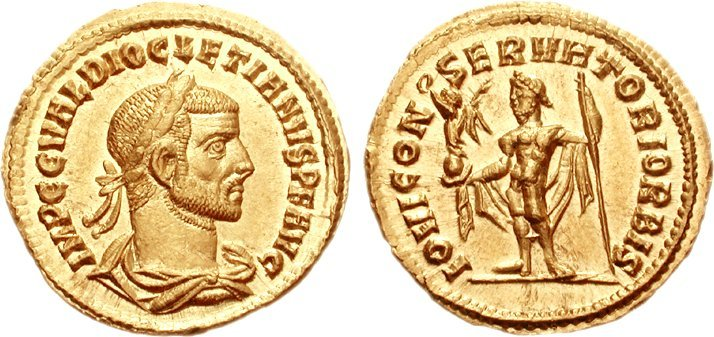
Áureo de Diocleciano r.

## Vida
Sua carreira foi preservada em algumas inscrições. Seu primeiro ofício foi de prefeito pretoriano, que assume em 284, após a morte de Lúcio Flávio Áper, e ocupa até 285. Em 285, torna-se cônsul posterior com Carino e então Diocleciano. Acompanhou Carino à Batalha do Margo, mas traiu-o e possivelmente até mesmo matou-o no campo de batalha, passando a apoiar Diocleciano; segundo uma fonte posterior, a razão para sua traição foi vingança, pois Carino forçou sua esposa a relacionar-se com o monarca.
Agora um senador, Aristóbulo continuou a florescer sob o nome regime. Entre 1 de julho de 290 e 1 de julho de 294, era procônsul da África e suas inscrições registram suas extensas atividades de construção. Entre 11 de janeiro de 295 e 18 de fevereiro de 296, era prefeito urbano de Roma.